# 克里斯蒂安二世 (安哈特-貝恩堡)
克里斯蒂安二世（德語：Christian II.，1599年8月11日—1656年9月22日），安哈特-貝恩堡親王，1630年至1656年在位。他留下的24卷日记，为三十年战争珍贵来源。

## 家庭
1625年，克里斯蒂安與什勒斯維希-霍爾斯坦-森訥堡公爵亞歷山大的妹妹艾蕾諾拉·索菲結婚，兩人共有1子2女：
1. 維克多·阿瑪迪斯（1634年—1718年）
2. 安娜·索菲亞（1640年—1704年）
3. 安娜·伊莉莎白（英语：Anna Elisabeth of Anhalt-Bernburg）（1647年—1680年）